# Zagora (provincie)
Zagora is een provincie in de Marokkaanse regio Souss-Massa-Daraâ.
Zagora telt 283.368 inwoners op een oppervlakte van 4663 km². Een belangrijke plaats erin is de gelijknamige stad Zagora.

## Bestuurlijke indeling
De provincie is bestuurlijk als volgt ingedeeld:
| Name                 | Geografische code | Type                | Huishoudens | Inwoners (2004) | Buitenlanders | Marokkanen | Opmerkingen |
| -------------------- | ----------------- | ------------------- | ----------- | --------------- | ------------- | ---------- | ----------- |
| Agdz                 | 587.01.01.        | Gemeente            | 1239        | 7951            | 6             | 7945       |             |
| Zagora               | 587.01.13.        | Gemeente            | 4993        | 34851           | 17            | 34834      |             |
| Afella N'Dra         | 587.03.01.        | Landelijke gemeente | 850         | 7170            | 0             | 7170       |             |
| Afra                 | 587.03.03.        | Landelijke gemeente | 1074        | 8317            | 0             | 8317       |             |
| Ait Boudaoud         | 587.03.05.        | Landelijke gemeente | 622         | 5293            | 0             | 5293       |             |
| Ait Ouallal          | 587.03.07.        | Landelijke gemeente | 1065        | 9649            | 1             | 9648       |             |
| Mezguita             | 587.03.21.        | Landelijke gemeente | 872         | 8234            | 0             | 8234       |             |
| N'Kob                | 587.03.25.        | Landelijke gemeente | 969         | 6782            | 0             | 6782       |             |
| Oulad Yahia Lagraire | 587.03.27.        | Landelijke gemeente | 1044        | 10621           | 0             | 10621      |             |
| Taghbalte            | 587.03.31.        | Landelijke gemeente | 939         | 8867            | 0             | 8867       |             |
| Tamezmoute           | 587.03.37.        | Landelijke gemeente | 1216        | 10462           | 0             | 10462      |             |
| Tansifte             | 587.03.39.        | Landelijke gemeente | 1583        | 12110           | 1             | 12109      |             |
| Tazarine             | 587.03.41.        | Landelijke gemeente | 1713        | 13721           | 0             | 13721      |             |
| Bleida               | 587.09.09.        | Landelijke gemeente | 483         | 4640            | 0             | 4640       |             |
| Bni Zoli             | 587.09.11.        | Landelijke gemeente | 1779        | 18399           | 1             | 18398      |             |
| Bouzeroual           | 587.09.13.        | Landelijke gemeente | 1054        | 10060           | 1             | 10059      |             |
| Errouha              | 587.09.15.        | Landelijke gemeente | 964         | 9492            | 0             | 9492       |             |
| Fezouata             | 587.09.17.        | Landelijke gemeente | 839         | 8281            | 0             | 8281       |             |
| Ktaoua               | 587.09.19.        | Landelijke gemeente | 1221        | 11157           | 0             | 11157      |             |
| M'Hamid El Ghizlane  | 587.09.23.        | Landelijke gemeente | 1088        | 7764            | 5             | 7759       |             |
| Taftechna            | 587.09.29.        | Landelijke gemeente | 601         | 4787            | 0             | 4787       |             |
| Tagounite            | 587.09.33.        | Landelijke gemeente | 2210        | 17553           | 0             | 17553      |             |
| Tamegroute           | 587.09.35.        | Landelijke gemeente | 2072        | 19560           | 0             | 19560      |             |
| Ternata              | 587.09.43.        | Landelijke gemeente | 1538        | 14185           | 0             | 14185      |             |
| Tinzouline           | 587.09.45.        | Landelijke gemeente | 1453        | 13462           | 0             | 13462      |             |

Ben Slimane · Khouribga · Settat · El Jadida · Safi · Boulmane · Fez · Moulay Yacoub · Sefrou · Kénitra · Sidi Kacem · Casablanca · Médiouna · Mohammedia · Nouaceur · Assa-Zag · Guelmim · Tan-Tan · Tata · Boujdour · Es-Semara · Lâayoune · Al Haouz · Chichaoua · Essaouira · Kelâat Es-Sraghna · Marrakech · Al Ismaïlia · El Hajeb · Errachidia · Ifrane · Khénifra · Meknès · Berkane · Figuig · Jerada · Driouch · Nador · Oujda-Angad · Taourirt · Aousserd · Oued ed Dahab · Khémisset · Rabat · Salé · Skhirat-Témara · Agadir-Ida-Ou-Tanane · Inezgane-Aït Melloul · Chtouka-Aït Baha · Ouarzazate · Taroudant · Tiznit · Zagora · Azilal · Béni-Mellal · Chefchaouen · Fahs-Bni Mkada · Larache · Tanger-Asilah · Tétouan · Al Hoceima · Taounate · Taza